# バラード郡 (ケンタッキー州)
バラード郡（英: Ballard County）は、アメリカ合衆国ケンタッキー州の西部に位置する郡である。2010年国勢調査での人口は8,249人であり、2000年の8,286人から0.4％減少した。郡庁所在地はウィックリフ（人口688人）であり、同郡で人口最大の都市はラセンター市（人口1,009人）である。バラード郡は1842年にケンタッキー州議会によって設立され、郡名は軍人、政治家、ケンタッキー州議会議員だったブランド・バラード大尉（1761年-1853年）に因んで名付けられた。バラードは米英戦争のときに惨劇となったレーズン川虐殺を生き延びたことでは数少ないケンタッキー州の志願兵だった。
バラード郡はイリノイ州にも跨るパデューカ小都市圏に属している。アルコール飲料の販売が制限あるいは禁止されている「ドライ郡」（禁酒郡）である。

## 歴史
バラード郡は1842年に、ヒックマン郡とマクラッケン郡の一部を合わせて設立された。郡名はケンタッキー州の開拓者で軍人であり、アメリカ独立戦争ではジョージ・ロジャース・クラーク将軍のために斥候を務め、米英戦争のときは1個中隊を指揮したブランド・バラード大尉（1761年-1853年）に因んで名付けられた。1880年2月17日、郡庁舎が火事で焼け、郡の初期記録の大半も消失した。

## 地理
アメリカ合衆国国勢調査局に拠れば、郡域全面積は273.60平方マイル (708.6 km2)であり、このうち陸地251.16平方マイル (650.5 km2)、水域は22.44平方マイル (58.1 km2)で水域率は8.20％である。

### 隣接する郡
- プラスキ郡 (イリノイ州) - 北、オハイオ川の対岸
- マクラッケン郡 - 東
- カーライル郡 - 南
- ミシシッピ郡 (ミズーリ州) - 南西、ミシシッピ川の対岸
- アレクサンダー郡 (イリノイ州) - 西、オハイオ川の対岸

## 人口動態
以下は2000年国勢調査による人口統計データである。
| 基礎データ - 人口: 8,286人 - 世帯数: 3,395 世帯 - 家族数: 2,413 家族 - 人口密度: 13人/km2（33人/mi2） - 住居数: 3,837軒 - 住居密度: 6軒/km2（15軒/mi2） 人種別人口構成 - 白人: 95.32% - アフリカン・アメリカン: 2.87% - ネイティブ・アメリカン: 0.08% - アジア人: 0.18% - 太平洋諸島系: 0.02% - その他の人種: 0.08% - 混血: 1.44% - ヒスパニック・ラテン系: 0.63% 年齢別人口構成 - 18歳未満: 23.1% - 18-24歳: 7.6% - 25-44歳: 27.7% - 45-64歳: 25.4% - 65歳以上: 16.2% - 年齢の中央値: 40歳 - 性比（女性100人あたり男性の人口） - 総人口: 97.5 - 18歳以上: 94.0 | 世帯と家族（対世帯数） - 18歳未満の子供がいる: 30.7% - 結婚・同居している夫婦: 59.6% - 未婚・離婚・死別女性が世帯主: 8.0% - 非家族世帯: 28.9% - 単身世帯: 25.8% - 65歳以上の老人1人暮らし: 12.7% - 平均構成人数 - 世帯: 2.39人 - 家族: 2.85人 収入と家計 - 収入の中央値 - 世帯: 32,130米ドル - 家族: 41,386米ドル - 性別 - 男性: 32,345米ドル - 女性: 20,902米ドル - 人口1人あたり収入: 19,035米ドル - 貧困線以下 - 対人口: 13.6% - 対家族数: 10.7% - 18歳未満: 19.3% - 65歳以上: 15.4% |

## 都市と町
- ラセンター
- ウィックリフ - 郡庁所在地
- バンダナ
- バーロー
- ブランドビル
- ケビル
- ラブレイスビル
- マンキーズアイブロー

## アックス湖湿地州立自然保護区
アックス湖湿地州立自然保護区は広さ458エーカー (1.83 km2) の自然保護区であり、郡内のバーロー・ボトムズにある。面積3,000エーカー (12.0 km2) のアックス湖湿地の一部であり、少なくとも8種の稀少植物や動物が生息している。北アメリカ水禽管理計画では優先順位の高い湿地として認められている。